# Црногорци у Србији
Етнички Црногорци у Србији су држављани Србије који се у етничком смислу изјашњавају као припадници црногорског народа.
Као призната мањина у Србији, етнички Црногорци су организовани под окриљем Националног савета црногорске етничке мањине у Србији.
Етничке Црногорце, који су држављани Србије, не треба мешати са етничким Црногорцима који су држављани Црне Горе, а живе и раде у Србији, нити са осталим држављанима Црне Горе који живе и раде у Србији а у етничком смислу припадају српском или неком другом народу.

## Пописи
- 1948: 74.860
- 1953: 86.061
- 1961: 104.753
- 1971: 125.260
- 1981: 147.466
- 1991: 118.934
- 2002: 69.049
- 2011: 38.527[2]
- 2022: 20.238[3]